# Primera Liga de Eslovenia 2000-01
La PrvaLiga de Eslovenia 2000-01 fue la 10.ª edición de la máxima categoría del fútbol esloveno. Inició el 21 de julio de 2000 y finalizó el 27 de mayo de 2001. El campeón fue el NK Maribor por quinta vez consecutiva.

## Tabla de posiciones
| Pos | Equipo           | PJ | PG | PE | PP | GF | GC | Dif | Pts |
| --- | ---------------- | -- | -- | -- | -- | -- | -- | --- | --- |
| 1   | Maribor          | 33 | 18 | 8  | 7  | 61 | 36 | +25 | 62  |
| 2   | Olimpija         | 33 | 18 | 6  | 9  | 73 | 46 | +27 | 60  |
| 3   | Primorje         | 33 | 16 | 8  | 9  | 47 | 34 | +13 | 56  |
| 4   | Mura             | 33 | 14 | 9  | 10 | 43 | 39 | +4  | 51  |
| 5   | Celje            | 33 | 15 | 5  | 13 | 59 | 52 | +7  | 50  |
| 6   | Koper            | 33 | 12 | 10 | 11 | 43 | 43 | 0   | 46  |
| 7   | Gorica           | 33 | 13 | 4  | 16 | 52 | 46 | +6  | 43  |
| 8   | Rudar Velenje    | 33 | 12 | 7  | 14 | 43 | 44 | –1  | 43  |
| 9   | Korotan Prevalje | 33 | 12 | 7  | 14 | 44 | 51 | –7  | 43  |
| 10  | Domžale          | 33 | 11 | 4  | 18 | 45 | 64 | –19 | 37  |
| 11  | Dravograd        | 33 | 10 | 5  | 18 | 48 | 62 | –14 | 35  |
| 12  | Tabor Sežana     | 33 | 7  | 7  | 19 | 34 | 75 | –41 | 28  |

PJ = Partidos jugados; PG = Partidos ganados; PE = Partidos empatados; PP = Partidos perdidos; GF = Goles anotados; GC = Goles recibidos; Dif = Diferencia de goles; Pts = Puntos
|  | Liga de Campeones de la UEFA |
|  | Copa de la UEFA              |
|  | Copa Intertoto de la UEFA    |
|  | Descenso a la 2. SNL         |

| Bandera de Eslovenia         |
| Campeón NK Maribor 5° título |